# Tōru Kitamura
Tōru Kitamura (jap. 北村徹 Kitamura Tōru; ur. 1960 r. w prefekturze Kumamoto, zm. 10 grudnia 2010) – japoński kolarz torowy, brązowy medalista mistrzostw świata.

## Kariera
Największy sukces w karierze Tōru Kitamura osiągnął w 1982 roku, kiedy zdobył brązowy medal w keirinie podczas mistrzostw świata w Leicester. W wyścigu tym uległ jedynie Kanadyjczykowi Gordonowi Singletonowi oraz Danny'emu Clarkowi z Australii. Był to jedyny medal wywalczony przez Kitamurę na międzynarodowej imprezie tej rangi. Nigdy nie brał udziału w igrzyskach olimpijskich.